# قانون کودکان ۱۹۰۸
قانون کودکان ۱۹۰۸ (۸ Edw. 7. c. 67)، که با نام قانون کودکان و نوجوانان ۱۹۰۸ نیز شناخته می‌شود، قانونی از پارلمان بریتانیا بود که توسط دولت لیبرال، به عنوان بخشی از بسته اصلاحات لیبرال حزب لیبرال بریتانیا، تصویب شد. این قانون به‌طور غیررسمی با عنوان منشور کودکان شناخته می‌شد و تا حد زیادی جایگزین قانون مدارس صنعتی مصوب ۱۸۶۸ شد.